# Świnia (rodzaj ssaków)
Świnia (Sus) – rodzaj ssaków z podrodziny świń (Suinae) w obrębie rodziny świniowatych (Suidae).

## Rozmieszczenie geograficzne
Rodzaj obejmuje gatunki występujące w Eurazji i północnej Afryce.

## Morfologia
Długość ciała 80–200 cm, długość ogona 15–40 cm, wysokość w kłębie 30–110 cm; masa ciała 20–320 kg.

## Systematyka
Rodzaj zdefiniował w 1758 roku szwedzki przyrodnik Karol Linneusz w 10 wydaniu Systema naturae w publikacji własnego autorstwa dotyczącej systematyki zwierząt, roślin i minerałów. Linneusz wymienił cztery gatunki – Sus babyrussa Linnaeus, 1758, Sus porcus Linnaeus, 1758, Sus scrofa Linnaeus, 1758 i Sus tajacu Linnaeus, 1758 – z których gatunkiem typowym jest (Linneuszowska tautonimia) Sus scrofa Linnaeus, 1758.

### Etymologia
- Sus: łac. sus, suis ‘świnia’, od gr. συς sus ‘świnia, wieprz’[27].
- Porcus: łac. porcus ‘wieprz’[28]. Gatunek typowy (oznaczenie monotypowe): Porcus vulgaris S.D.W., 1836 (= Sus domesticus Linnaeus, 1758).
- Capriscus: gr. καπρίσκος kapriskos ‘mały dzik’, od κάπρος kapros ‘dzik’; przyrostek zdrabniający -ισκος -iskos[29]. Gatunek typowy (oznaczenie monotypowe): Sus papuensis Lesson & Garnot, 1826 (= Sus scrofa Linnaeus, 1758).
- Centuriosus: zbitka wyrazowa nazw rodzajów: Centurio J.E. Gray, 1842 (starzec) oraz rodzaj Sus Linnaeus, 1758 (świnia)[30]. Gatunek typowy (oznaczenie monotypowe): Sus pliciceps J.E. Gray, 1842 (= Sus scrofa Linnaeus, 1758).
- Gyrosus: gr. γυρoς gyros ‘okrągły’; rodzaj Sus Linnaeus, 1758[31]. Gatunek typowy (oznaczenie monotypowe): Sus (Gyrosus) pliciceps J.E. Gray, 1842 (= Sus scrofa Linnaeus, 1758).
- Ptychochoerus: gr. πτυξ ptux, πτυχος ptukhos ‘fałda’; χοιρος choiros ‘wieprz’[32].
- Eusus: gr. ευ eu ‘dobry, typowy’; συς sus ‘świnia, wieprz’[33]. Gatunek typowy (oznaczenie monotypowe): Sus barbatus S. Müller, 1838.
- Scrofa: epitet gatunkowy Sus scrofa Linnaeus, 1758; łac. scrofa ‘locha, maciora’[34]. Gatunek typowy (oznaczenie monotypowe): Sus domesticus Erxleben, 1777.
- Euhys: gr. ευ eu ‘dobry, typowy’; ύς us ‘świnia’[35]. Gatunek typowy (oznaczenie monotypowe): Sus barbatus S. Müller, 1838.
- Aulacochoerus: gr. αυλαξ aulax, αυλακος aulakos ‘bruzda, wyżłobienie’; χοιρος choiros ‘wieprz’[36]. Gatunek typowy (oznaczenie monotypowe): Sus vittatus S. Müller, 1842 (= Sus scrofa Linnaeus, 1758).
- Dasychoerus: gr. δασυς dasus ‘włochaty, kudłaty’; χοιρος choiros ‘wieprz’[37]. Gatunek typowy: Gray wymienił dwa gatunki – Sus celebensis S. Müller & Schlegel, 1843 i Sus verrucosus Boie, 1832 – z których typem nomenklatorycznym jest Sus verrucosus S. Müller, 1840.
- Nesosus: gr. νησος nēsos ‘wyspa’; rodzaj Sus Linnaeus, 1758 (świnia)[38]. Gatunek typowy: Heude wymienił kilka gatunków – Sus calamianensis Heude, 1892 (= Sus ahoenobarbus Huet, 1888), Sus barbatus S. Müller, 1838, †Sus bucculentus Heude, 1892 (= Sus scrofa Linnaeus, 1758), Sus celebensis S. Müller & Schlegel, 1843, Sus vittatus[e] Boie, 1828 i Sus verrucosus Boie, 1832 – nie wyznaczając typu nomenklatorycznego.
- Sinisus: nowołac. Sina ‘Chiny’; rodzaj Sus Linnaeus, 1758 (świnia)[39]. Gatunek typowy (oznaczenie monotypowe): Sus leucorhinus Heude, 1892 (= Sus scrofa Linnaeus, 1758).
- Annamisus: Annam (obecnie Wietnam); rodzaj Sus Linnaeus, 1758 (świnia)[40]. Gatunek typowy: Heude w oryginalnym opisie nie wymienił żadnego gatunku.
- Rhinosus: gr. ῥις rhis, ῥινος rhinos ‘nos’; rodzaj Sus Linnaeus, 1758 (świnia)[41]. Gatunek typowy (oznaczenie monotypowe): Sus calamianensis Heude, 1892 (= Sus barbatus ahoenobarbus Huet, 1888).
- Verrusus: fr. verrue ‘brodawka’; rodzaj Sus Linnaeus, 1758 (świnia)[42]. Gatunek typowy: Heude w oryginalnym opisie nie wymienił żadnego gatunku.
- Microsus: gr. μικρος mikros ‘mały’[43]; rodzaj Sus Linnaeus, 1758 (świnia). Gatunek typowy: Heude wymienił trzy gatunki – Microsus macassaricus Heude, 1898 (= Sus celebensis S. Müller & Schlegel, 1843), Microsus maritimus Heude, 1898 (= Sus celebensis S. Müller & Schlegel, 1843) i Microsus floresianus Heude, 1899 (= Sus celebensis S. Müller & Schlegel, 1843) – nie wyznaczając typu nomenklatorycznego.
- Vittatus: łac. vittatus ‘pasmowy, wstęgowy’, od vitta ‘pasmo, wstęga’[44]. Gatunek typowy: nie jest do końca jasne, czy miała to być nazwa rodzajowa (dla Sus vittatus).
- Taenisus: gr. ταινια tainia ‘wstęga, pasmo’[45]; rodzaj Sus Linnaeus, 1758 (świnia). Gatunek typowy (oznaczenie monotypowe): Sus calamianensis Heude, 1892 (= Sus ahoenobarbus Huet, 1888).
- Indisus: łac. Indicus ‘indyjski’, od India ‘Indie’[46]; rodzaj Sus Linnaeus, 1758 (świnia). Gatunek typowy (oznaczenie monotypowe): Sus scrofoides Heude, 1892 (= Sus scrofa Linnaeus, 1758).
- Caprisculus: rodzaj Capriscus Gloger, 1841; łac. przyrostek zdrabniający -iscus[47].

### Podział systematyczny
Do rodzaju należą następujące występujące współcześnie gatunki:
| Grafika | Gatunek          | Autor i rok opisu          | Nazwa zwyczajowa    | Podgatunki                     | Rozmieszczenie geograficzne | Podstawowe wymiary                              | Status IUCN |
| ------- | ---------------- | -------------------------- | ------------------- | ------------------------------ | --- | ----------------------------------------------- | ----------- |
|         | Sus cebifrons    | Heude, 1888                | świnia wisajska     | 2 podgatunki (w tym 1 wymarły) | endemit Filipin: zachodnie Visayas (Negros, Panay i prawdopodobnie Masbate); zakres wysokości: 0–1600 m n.p.m. | DC: około 100 cm DO: około 23 cm MC: 20–40 kg   | CR          |
|         | Sus philippensis | Nehring, 1886              | świnia filipińska   | 2 podgatunki                   | endemit Filipin: Luzon, Polilio, Catanduanes, Samar, Biliran, Leyte, Bohol, Camiguin, Mindanao i Basilan; dawniej Marinduque; zakres wysokości: 925–2150 m n.p.m.                                                              | brak danych                                     | VU          |
|         | Sus oliveri      | Groves, 1997               | świnia samotna      | gatunek monotypowy             | endemit Filipin: Mindoro | DC: brak danych DO: brak danych MC: brak danych | VU          |
|         | Sus ahoenobarbus | Huet, 1888                 | świnia palawańska   | gatunek monotypowy             | endemit Filipin: Palawan i wyspy z nim związane; zakres wysokości: 0–1500 m n.p.m. | DC: 100–160 cm DO: 15–25 cm MC: do 150 kg       | NT          |
|         | Sus barbatus     | S. Müller, 1838            | świnia brodata      | 2 podgatunki                   | Półwysep Malajski, Sumatra, Bangka, Borneo i powiązane wyspy, prawdopodobnie Tawi-Tawi (Filipiny) | DC: 122–152 cm DO: 17–26 cm MC: 58–83 kg        | VU          |
|         | Sus verrucosus   | H. Boie, 1832              | świnia brodawkowata | 2 podgatunki                   | endemit Indonezji: zachodnia i środkowa Jawa oraz wyspa Bawean; zakres wysokości: powyżej 800 m n.p.m. | DC: 90–190 cm DO: 15–25 cm MC: 35–150 kg        | EN          |
|         | Sus celebensis   | S. Müller & Schlegel, 1843 | świnia celebeska    | gatunek monotypowy             | endemit Indonezji: Celebes i sąsiędnie wyspy (Buton, Kabaena, Muna, Peleng, Lembeh i Wyspy Togian); być może wymarły na wyspie Selayar; zakres wysokości: 0–2500 m n.p.m.                                                      | DC: 80–130 cm DO: 25–35 cm MC: 40–70 kg         | NT          |
|         | Sus scrofa       | Linnaeus, 1758             | dzik euroazjatycki  | 19 podgatunków                 | Europa, Afryka Północna, Azja Zachodnia, Środkowa i Południowa do Rosyjskiego Dalekiego Wschodu, Chińskiej Republiki Ludowej, Japonii, Tajwanu i Azji Południowo-Wschodniej; intodukwany w Australii, Nowej Zelandii i Ameryce | DC: 90–200 cm DO: 15–40 cm MC: 44–320 kg        | LC          |
|         | Sus domesticus   | Linnaeus, 1758             | świnia domowa       | gatunek monotypowy             | udomowiony na całym świecie; wprowadzono dzikie populacje w różnych częściach świata, w tym w Australii, Nowej Zelandii, wschodnim Archipelagu Malajskim oraz Ameryce                                                          | DC: 90–180 cm DO: 15–40 cm MC: 140–300 kg       | GU          |

Kategorie IUCN:  LC  – gatunek najmniejszej troski,  NT  – gatunek bliski zagrożenia,  VU  – gatunek narażony,  EN  – gatunek zagrożony,  CR  – gatunek krytycznie zagrożony; GU – gatunek udomowiony, nie podlega ocenie przez IUCN. 
Opisano również szereg gatunków wymarłych:

- Sus adolescens Pilgrim, 1926[51] (Azja; miocen).
- Sus advena Pilgrim, 1926[52] (Azja).
- Sus apscheronicus Burchak-Abramovich & Dzhafarov, 1946[53] (Azja; plejstocen).
- Sus arvernensis (Croizet & Jobert, 1828)[54] (Europa; pliocen)
- Sus bakeri Pilgrim, 1926[55] (Azja; plejstocen).
- Sus bijiashanensis Han Defan, Xu Chunhua & Yi Guangyuan, 1975[56] (Azja; czwartorzęd).
- Sus brachygnathus Dubois, 1908[57] (Azja; plejstocen).
- Sus gadarensis Bate, 1937[58] (Azja; plejstocen).
- Sus hysudricus Falconer & Cautley, 1847[59] (Azja; plejstocen).
- Sus jiaoshanensis Zhao Zhongru, 1980[60] (Azja; plejstocen).
- Sus karnuliensis Lydekker, 1886[61] (Azja; plejstocen).
- Sus lydekkeri Zdansky, 1928[62] (Azja; plejstocen).
- Sus macrognathus Dubois, 1908[57] (Azja; plejstocen).
- Sus namadicus Pilgrim, 1926[63] (Azja; plejstocen).
- Sus natrunensis (Pickford, 2012)[64] (Afryka; miocen–pliocen).
- Sus peregrinus Pilgrim, 1926[65] (Azja; pliocen).
- Sus praecox Pilgrim, 1926[51] (Azja; miocen).
- Sus sondaari Van der Made, 1999[66] (Europa; plejstocen).
- Sus stremmi Koenigswald, 1933[67] (Azja; pliocen–plejstocen).
- Sus subtriquetra Xue Xiangxu, 1981[68] (Azja; plejstocen).
- Sus tamanensis Vereshchagin, 1957[69] (Azja; pliocen).
- Sus tatroti Prasad, 1970[70] (Azja).